# ميغيل بيرتشيلت
ميغيل بيرتشيلت (بالإسبانية: Miguel Berchelt)‏ مواليد 17 نوفمبر 1991 في ماردة، ولاية يوكاتان، المكسيك، هو ملاكم محترف مكسيكي يصنف ضمن فئة وزن الريشة.

## إحصائيات
خاض خلال مسيرته 36 نزالا، فاز في 35 ولم يتعادل وخسر في 1. فاز بالضربة القاضية في 31 نزالا.

## روابط خارجية
- ميغيل بيرتشيلت على موقع بوكس ريك (الإنجليزية) (registration required)